# VT1 (Panzer)

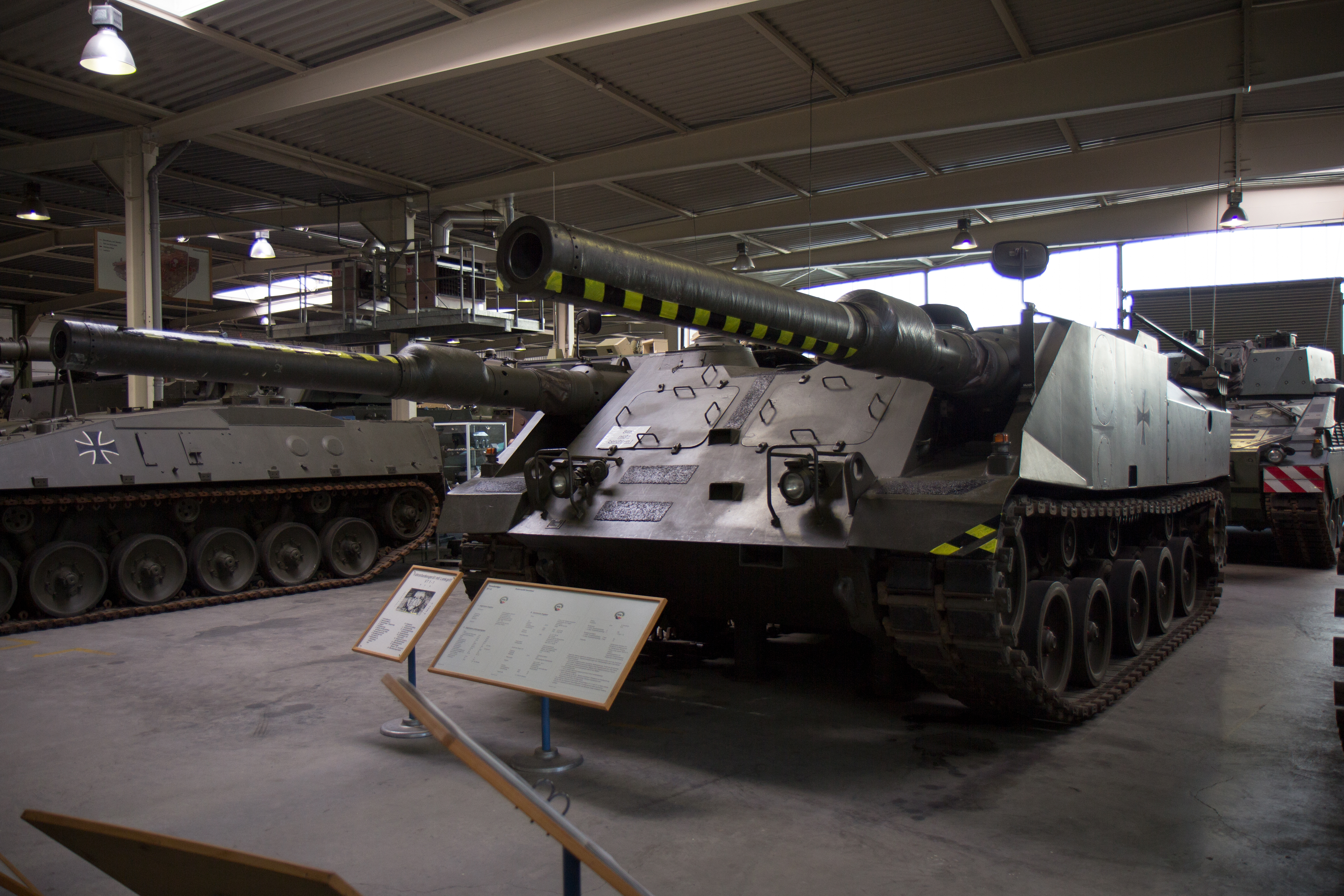
VT1-2

Der Panzer VT1 (Versuchsträger 1) war ein Experimentalfahrzeug der deutschen Rüstungsindustrie im Auftrag des Bundesamtes für Wehrtechnik und Beschaffung. Der Panzer in Kasemattbauweise (also ohne schwenkbaren Geschützturm) war eine Studie für einen Nachfolger des Leopard 1 und wurde zwischen 1972 und 1985 entwickelt. Gebaut wurden je ein Prototyp des VT1-1 und VT1-2.
Mit VT 1 (Versuchsträger 1) und VT 2 (Versuchsträger 2) wurden von der Bundeswehr in den 1980er-Jahren auch zwei Prototypen von Mastpanzern bezeichnet.

## Taktisches Konzept

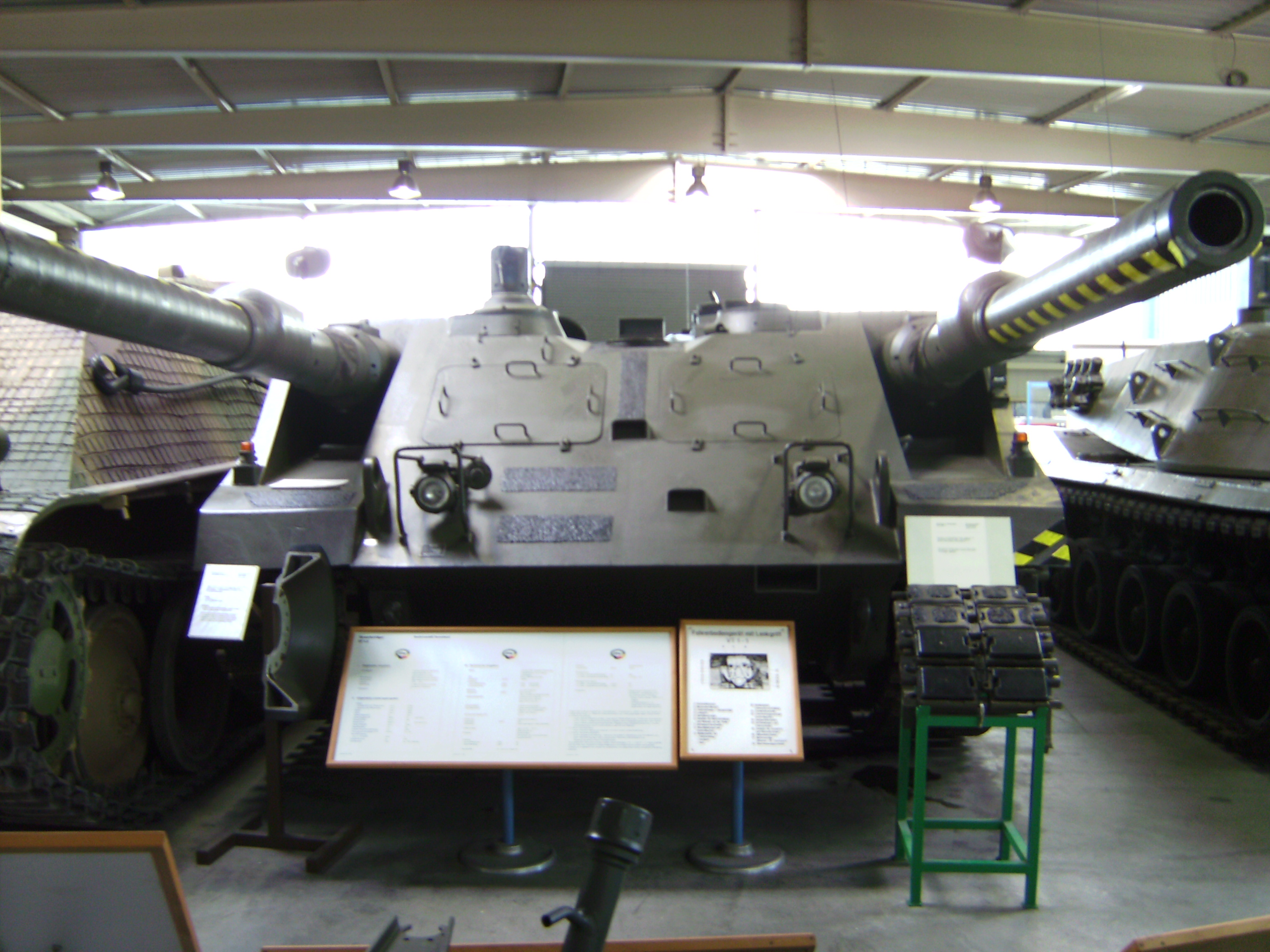
VT1-2 von vorn

Zum Zeitpunkt der Überlegungen, die zum Bau der Versuchsträger 1-1 und 1-2 führten, waren die westlichen Kampfpanzer – mit wenigen Ausnahmen – den Kampfpanzern des Ostblocks weit unterlegen. Dies betraf insbesondere die Masse der Fahrzeuge der US Army. Diese waren untermotorisiert, daher zu unbeweglich und auch mit zu geringer Feuerkraft ausgestattet. Ein Kampfpanzer kann im Begegnungsgefecht nur dann Erfolge verzeichnen, wenn es gelingt, den Gegner in möglichst kurzer Zeit nach dessen Entdeckung zu vernichten, insbesondere in den Gefechtsarten Angriff und Verzögerung muss dabei eine hohe Treffaussicht beim Schießen aus der Fahrt auf stehende und fahrende Ziele erreicht werden. Da die frühen Modelle des Leopard 1 noch einen Schießhalt benötigten und das 830-PS-Triebwerk gerade noch als ausreichend angesehen werden konnte, suchte man neue Wege nach einem bedrohungsgerechten Panzer, ungeachtet der Tatsache, dass der Leopard 2 bereits in der Entwicklung war und sich hier eine zufriedenstellende Lösung abzuzeichnen begann.

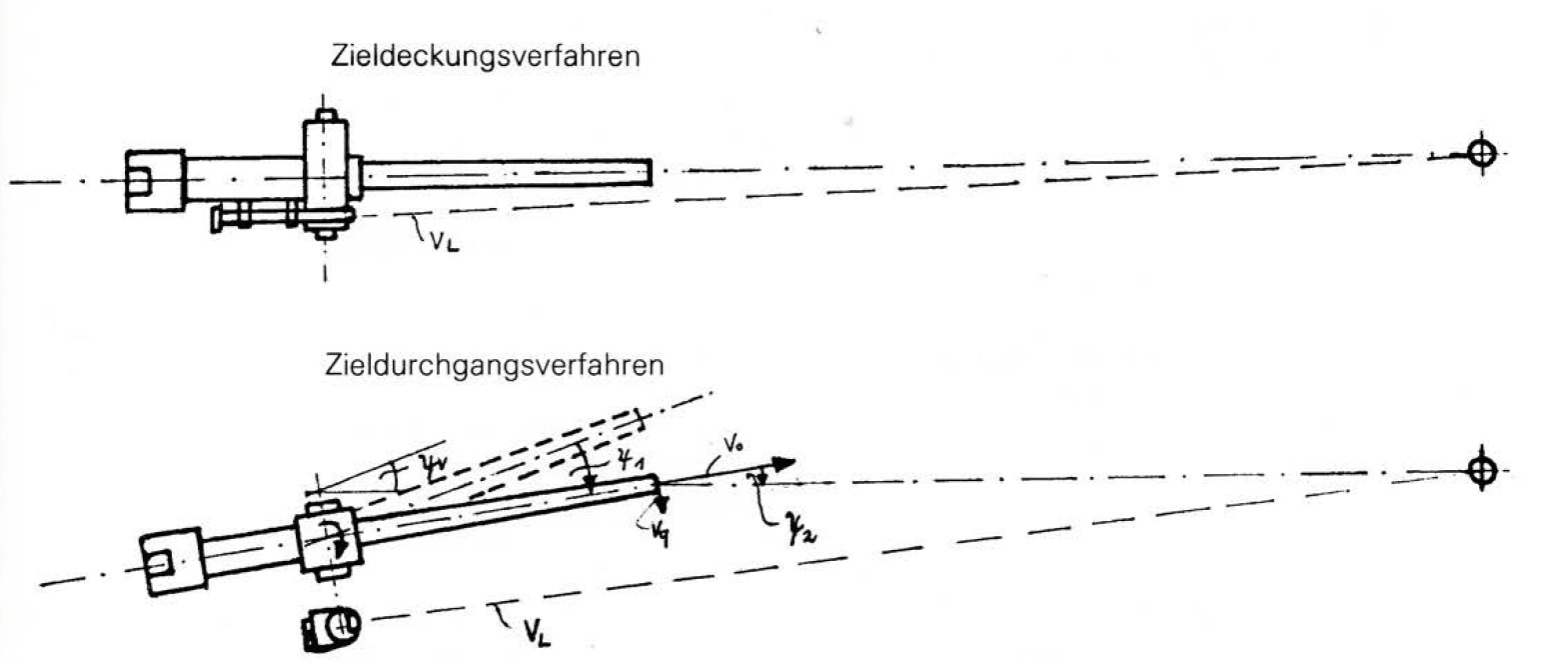
Zieldeckungsverfahren-Zieldurchgangsverfahren

Feuerkraft, Beweglichkeit und Überlebensfähigkeit im Panzerkampf gegen einen zahlenmäßig überlegenen Gegner, der über ein womöglich nuklear kontaminiertes Gelände angriff, waren Grundgedanken bei der Erstellung des Konzepts.
Das Ergebnis war letztendlich ein futuristisch anmutender Panzer, der mit revolutionären Techniken ausgestattet war.

Man konstruierte ein turmloses kompaktes Fahrzeug mit zwei höhenstabilisierten Kanonen, Ladeautomatik, ausnehmend starker Frontpanzerung und bis dahin nicht gekannter Motorleistung. Unterstützt durch die rechnergestützte Feuerleitanlage visierte der Richtschütze im sogenannten „Zieldurchgangsverfahren“ das Ziel an und hielt den Feuerknopf gedrückt; sobald die Kanonen bei der nächsten Richtungsänderung mit dem Ziel deckungsgleich waren, wurde der Schuss automatisch ausgelöst. Außerdem war es möglich, den Panzer im Feuerkampf ständig in Bewegung zu halten (taktische Wedelfahrt), um sich selbst so wenig wie möglich als Ziel darzubieten. Durch eine hohe Zahl von plötzlichen Richtungsänderungen wird dabei das saubere Anvisieren des eigenen Fahrzeuges erheblich erschwert, das Ermitteln des seitlichen Vorhalts wird praktisch nicht mehr möglich. Die taktische Wedelfahrt ist allerdings nur bei entsprechender Motorleistung möglich.

## Technisches Konzept
Der VT1 war im eigentlichen Sinne kein Kampfpanzer, sondern ein schweres Sturmgeschütz bzw. ein Jagdpanzer (hier hatte man zweifelsohne die Bedrohung durch sowjetische Panzermassen in der norddeutschen Tiefebene im Auge) – bedingt durch die Kasemattbauweise, sowie hohe Feuerkraft bei niedriger Silhouette. Die drei Mann Besatzung saßen nebeneinander hinter der starken Frontpanzerung auf einer gefederten Plattform, der Fahrer in der Mitte, Kommandant links, Richtschütze rechts. Hinter dem Kampfraum befand sich eine separate Abteilung mit der elektrischen und hydraulischen Anlage. Das Triebwerk bestand aus einem Triebwerk MTU/MB 803 RA-500 (auf 52.000 cm³ Hubraum aufgebohrtes Triebwerk MB 873 Ka-500 des Kampfpanzers 70) mit vier Abgasturboladern. Dadurch konnte die Höchstleistung kurzzeitig auf 2175 PS gesteigert werden. Damit wurde ein Verhältnis Leistung zu Masse von bis zu 50 PS/t erreicht, im Vergleich erreicht der Leopard 2 nur 27 PS/t. Getriebe und Fahrgestell entstammten ebenfalls dem Kampfpanzer 70 (Kpz 70), wobei letzteres durch die Wegnahme eines Laufrollensegments um 75 cm gekürzt wurde. Die hydropneumatische Federung hatte man zusätzlich mit einer Schaltspeicherfederung ausgerüstet, wodurch die Aufnahmekapazität noch weiter erhöht werden konnte. Als Feuerarten sollten sowohl Einzelfeuer als auch Doppelschuss bzw. Salve (zehn bis zwölf Schuss/min) möglich sein. Als Richtanlage wurde bei beiden Versuchsträgern ein sogenannter „Entkoppelter Richt- und Nachführantrieb“ (ERNA) mit einem primärstabilisierten Periskop PERI-R12 verwendet. In gedeckter Stellung konnte der Versuchsträger VT 1-2 über zwei Elektromotoren (die über einen Generator gespeist wurden) in der Seitenrichtung bewegt werden. Mit den beiden E-Motoren war auch Schleichfahrt möglich. Die beiden Versuchsträger wurden nicht mit ABC-Schutz und Unterwasserfahrmöglichkeiten ausgerüstet.
Die taktischen Forderungen wurden in der technischen Konzeption grundsätzlich wie folgt umgesetzt:
- Feuerkraft:
  - Reduzierung der Reaktionszeit – durch redundante Auslegung der Bedienplätze für Kommandant und Richtschütze und Wegfall des Schießhaltes
  - Erhöhung der Treffwahrscheinlichkeit – durch Abgabe einer Salve (Doppelschuss)
  - Erhöhung der Vernichtungswahrscheinlichkeit – durch Abgabe einer Salve (Doppelschuss) und kurze Nachladezeit (automatischer Lader)
- Beweglichkeit:
  - Erhöhung der Beweglichkeit – durch hohe spezifische Antriebsleistung und günstiges Lenkverhalten
- Überlebensfähigkeit:
  - Erhöhung des Passivschutzes – Kompakte Bauweise, niedrige Silhouette, hoher Panzerschutz im Frontbereich
  - Schutz durch Beweglichkeit – durch Wedelfahrt, Unterlaufen von Projektilen und Lenkflugkörpern

## Entwicklungsgeschichte
Im Jahre 1969 begannen erste Studien für einen Nachfolger des Kampfpanzer Leopard 1, wobei man das Konzept eines Turmpanzers, eines scheitellafettierten Panzers (VTS-1) und eines Kasemattpanzers in Erwägung zog.

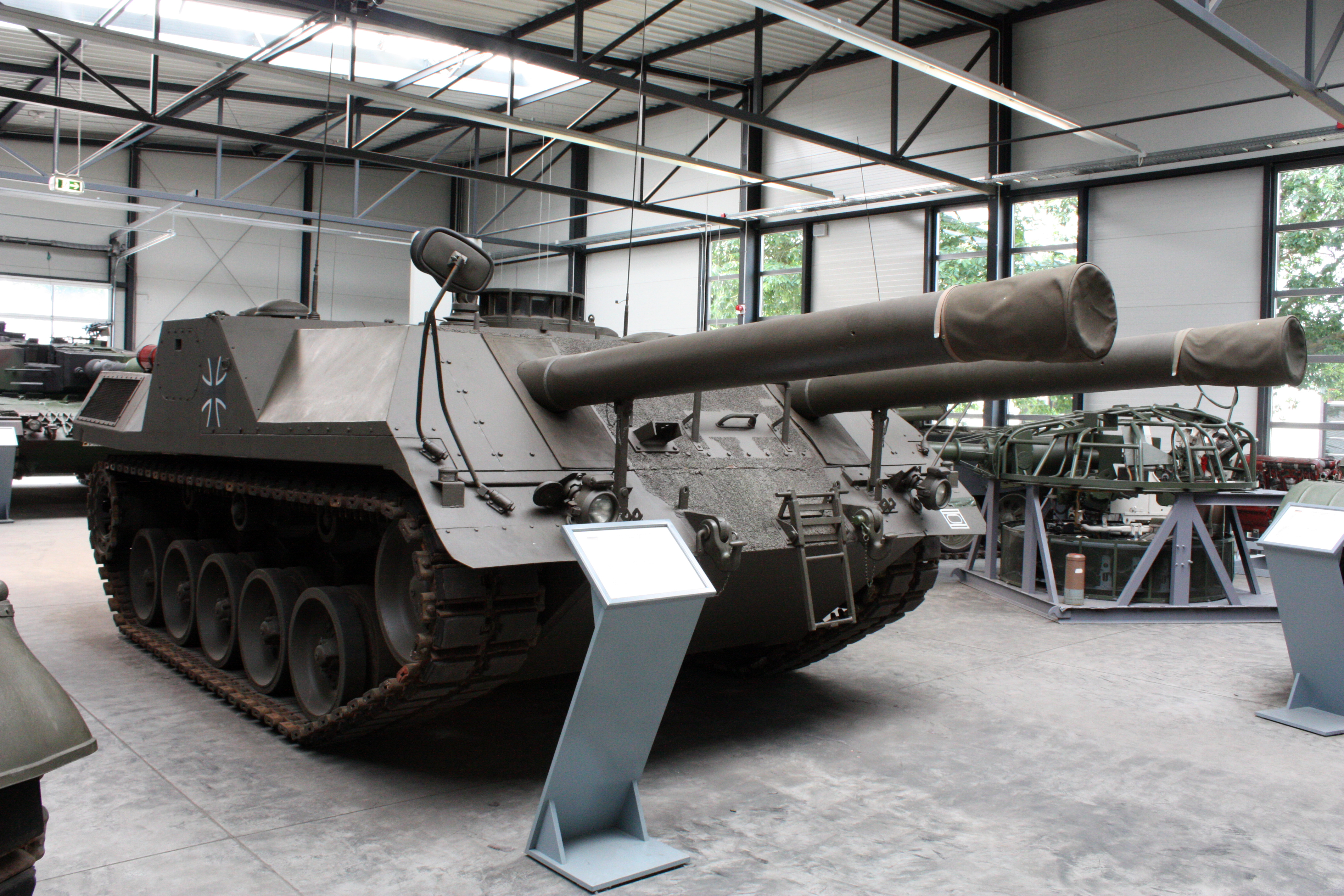
Gefechtsfeld-Versuchsträger GVT 04 mit 105-mm-Doppelrohrsimulator und Talissi-Laserschusssendern. Die fünf Fahrzeuge dieser Serie dienten zur Erprobung der Kampftechnik. (Die GVT sind Bestandteil des VT1-Programms. Sie wurden nach dem Bau der zwei VT beschafft, um die Kampftechnik näher zu erproben.)

1972 wurde zunächst zwischen dem Bundesamt für Wehrtechnik und Beschaffung und der Firma MaK ein Vertrag zur Entwicklung eines Experimentalfahrzeugs in zweirohriger Kasemattbauweise abgeschlossen. Ebenfalls 1972 vereinbarte man mit Großbritannien eine gemeinschaftliche Weiterentwicklung für das Fahrzeug. In Deutschland sollte das Projekt unter der Bezeichnung Kampfpanzer 3 (Kpz 3), in Großbritannien als MBT 80 geführt werden. 1975 endete die Konzeptionsphase mit der erklärten Absicht, eine gemeinsame Basis zur Fortführung der Projektionsphase zu erstellen. Der Kpz 3 sollte mit einer modernen Hauptwaffe ausgerüstet werden; insgesamt drei waren 1975 nach mehreren vergleichenden Versuchen ausgewählt worden. Zur Auswahl standen eine 120-mm-Glattrohrkanone, entwickelt von Rheinmetall (für KE- und MZ-Munition), Großbritannien favorisierte eine gezogene 110-mm-Kanone, die US Army hingegen hätte lieber eine 105-mm-Kanone (wie sie bereits im Leopard 1 verwendet wurde) mit verbesserter Munition gesehen und bot auch diese Munition bereits an.
Januar 1974

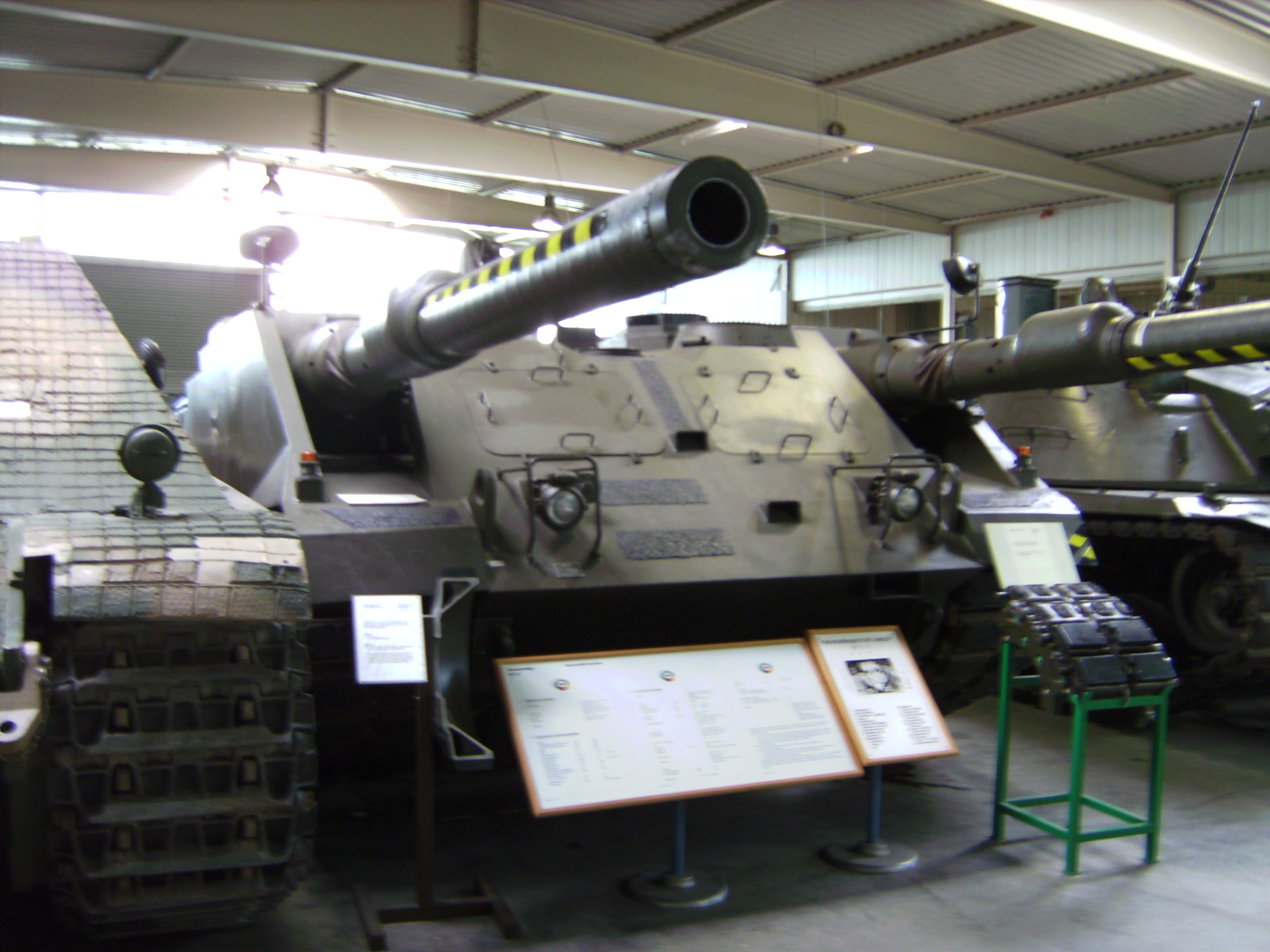
Der Prototyp VT1-2 von vorn

Die Gesellschaft für Systemtechnik (Krupp, Ingenieurbüro Dr. Hopp, Krauss-Maffei, MaK und Rheinstahl Transporttechnik) legten dem BWB Konzeptstudien vor.
April 1974

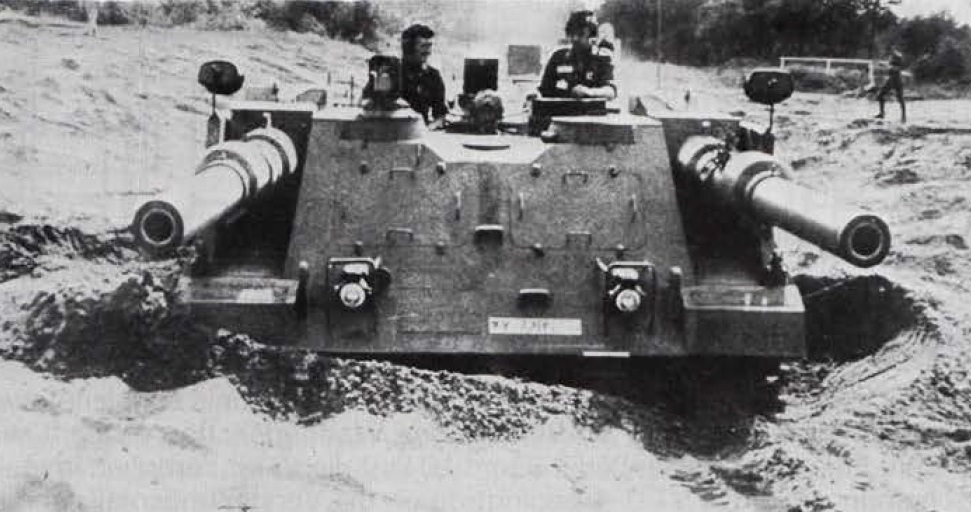
VT1-2 im Truppenversuch an der KTS 2 in Munster

Der Entwicklungsausschuss für den Kpz 3 unterrichtete die betroffenen Ämter (BWB, Bundesministerium für Verteidigung und Heeresamt) über die Gestaltungsvorschläge der fünf beteiligten Firmen.
Februar 1975
In Großbritannien begann das Vergleichsschießen mit den drei verschiedenen Kanonen.

Beginn des Feldversuchs an der Panzertruppenschule in Munster.
1976
Ende der deutsch-britischen Zusammenarbeit. Aus deutscher Sicht wurde eine zu geringe Verbesserung des taktischen Wertes angegeben, aus britischer Sicht begründete man die Aufgabe des Projekts mit der nicht vor 1989 möglichen Fertigungsphase.

Obwohl bereits gegen einen Kasemattpanzer entschieden worden war, werden von Deutschland weiterhin Studien durchgeführt, in die diesmal Frankreich mit eingebunden werden kann.
1981
Das deutsch-französische Konzept kam zu dem Ergebnis, dass sich weitere Entwicklungsbemühungen auf einen Panzer mit niedrigem Profil, 120-mm-Glattrohrkanone in einem Zweimannturm, Ladeautomatik und verbesserter Feuerleitanlage konzentrieren sollten. Die Wanne des Leopard 2 sei weiterhin zu verwenden.

Frankreich erklärte sich nur zur weiteren Zusammenarbeit bereit, falls Deutschland ebenfalls die Wanne des Leopard 2 als Grundlage nehmen würde, und behielt sich die Entscheidung bis 1985 vor.

## Unterschiede
Die beiden Prototypen unterschieden sich hauptsächlich in Motorisierung und in der Hauptbewaffnung.
- VT 1-1
  - Motor 1470 kW (2050 PS)
  - Zwei 105 mm Zugrohrkanonen
  - hydraulischer Antrieb der ERNA
  - Gesamtgewicht: 36,8 t

- VT 1-2
  - Motor 1600 kW (2200 PS)
  - Zwei 120 mm Glattrohrkanonen
  - elektrischer Antrieb der ERNA
  - Automatische Munitionszuführung an der linken Hauptwaffe
  - Elektrische Hilfsfahreinrichtung (zwei Elektromotoren mit je 16 kW Dauerleistung bei 144 V Betriebsspannung)
  - Gesamtgewicht: 43,5 t[3]

## Fazit
In den technischen und taktischen Versuchsreihen konnten einige Vorteile erarbeitet werden:
- Grundsätzlicher Nachweis des Einbaus von zwei 120 mm Glattrohrkanonen auf Panzerfahrzeugen über 40 t Gesamtgewicht
- Keine gegenseitige Beeinflussung bei Abgabe einer Salve (Doppelschuss)
- Nachweis der Anwendbarkeit der gesamten Technik im Zieldurchgangsverfahren
- Unterlaufen von gegnerischen Lenkflugkörpern in der Wedelfahrt, unter günstigen Umständen bis zu 0 % Trefferwahrscheinlichkeit
- Erkenntnisgewinn zu Ladeautomaten, Lenktechnik und Konzepten von Kasemattpanzerfahrzeugen

Diesen Vorteilen stand eine nicht geringe Menge an Nachteilen gegenüber. Technisch hätte das Fahrzeug realisiert werden können, jedoch war das Konzept zu sehr auf den Kampf gegen massierten Panzerangriff eingestellt. Für andere Zwecke war die Waffe weniger geeignet, vor allem aufgrund des Verzichts auf einen drehbaren Turm. Es zeigten sich u. a. beim Feldversuch an der Truppenschule (KTS 2) die folgenden Mängel:
- Reduzierung der Trefferwahrscheinlichkeit bei starken Bodenunebenheiten
- Ungenügende Steifheit der Wannen beider Versuchsträger im oberen Bereich
- Hohe Belastung der Besatzung durch Querbeschleunigung bis zu 6 m/s² bei Wedelfahrt
- große Probleme beim Begegnungsgefecht
- weit ausgebaute Stellungen beim Kampf aus der Deckung werden benötigt (Seitenrichtung)
- für Gefechtsaufklärung ungenügend geeignet
- völlig ungenügend beim Kampf in bebautem oder bewaldetem Gelände durch die außen anliegende Rohrbewaffnung
- Probleme bei der Führbarkeit und Einhaltung von Gefechtsformationen und damit im Gesamtschluß
- Keine universelle Einsetzbarkeit des Fahrzeugs in allen Gefechtsarten

In der weiteren Entwicklung von Turmpanzern konnte der vermeintliche Vorteil der höheren Trefferwahrscheinlichkeit einer Doppelrohrbewaffnung durch Verbesserung der Waffen- und Richttechnik vollständig ausgeglichen werden.

## Technische Daten
| Hersteller            | MaK Maschinenbau GmbH                                   |
| Baujahr               | 1974 VT1-1 / 1975 VT1-2                                 |
| Besatzung             | 3                                                       |
| Motor                 | MTU MB 803 Ra-500 (vier Abgasturbolader)                |
| Leistung              | 1500 kW (VT1-1), 1600 kW (VT1-2)                        |
| Zylinder              | 12 V 90°                                                |
| Hubraum               | 52.000 cm³                                              |
| Drehzahl max.         | 3000/min                                                |
| Leistungsgewicht      | 40 kW/t (VT1-1), 37 kW/t (VT1-2)                        |
| Getriebe              | Renk HSWL (4/2)                                         |
| Höchstgeschwindigkeit | 70 km/h                                                 |
| Federung              | hydropneumatisch                                        |
| Kette                 | gummigepolsterte Verbinderkette                         |
| Länge                 | 9,060 m                                                 |
| Breite                | 3,540 m                                                 |
| Höhe                  | 2,040 m                                                 |
| Antrieb               | Heckantrieb                                             |
| Periskop              | Rundblickperiskop PERI-R 12 (je Kdt + Rischtz)          |
| Bewaffnung VT1-1      | zwei 105-mm-Zugrohrkanonen L7A3 mit manueller Zuführung |
| Bewaffnung VT1-2      | zwei 120-mm-Glattrohrkanonen, eine mit Ladeautomatik    |

## Verbleib
Der VT1-1 befindet sich zurzeit im Militärhistorischen Museum in Dresden, der VT1-2 befindet sich (Stand September 2019) in der Wehrtechnischen Studiensammlung in Koblenz.